# Sadogóra
Sadogóra (deutsch Schadegur, 1939–1945 Gartenberg) ist eine Ortschaft mit einem Schulzenamt der Stadt-und-Land-Gemeinde Rychtal im Powiat Kępiński der Woiwodschaft Großpolen in Polen.

## Geschichte

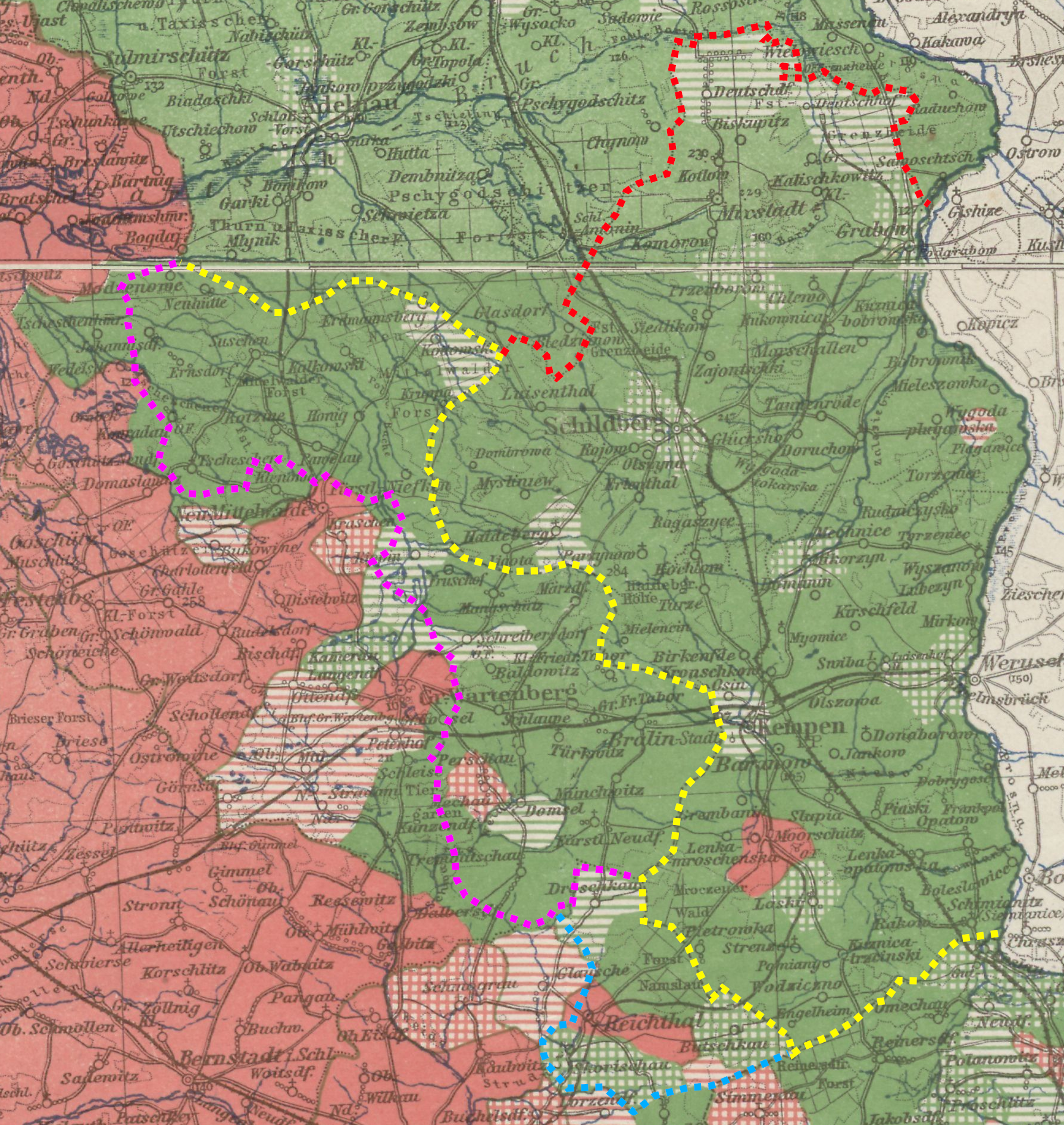
Sprachkarte aus dem Jahr 1910: Gelbe gestrichelte Linie: schlesisch-großpolnische Grenze, blaue gestrichelte Linie: Reichthaler Ländchen

1222 wurde der Ort Lassusino bzw. Lassusici erwähnt, das das Gebiet der heutigen Sadogóra und Krzyżowniki umfasste. Zusammen mit dem Ort Bandlovici (heute Rychtal und Zgorzelec) wurden sie an den Deutschen Orden vom Herzog Heinrich I. den Bärtigen († 1238) verliehen. 1233 wurden Lassusino und Bandlovici im Auftrag von Hermann von Balk nach deutschem Recht wieder angelegt und durch deutsche und wallonische Siedler besiedelt. Der Ort wurde 1256 als Sadagora, 1271 als villa nostra Sadagora und auch circa 1300 im Liber fundationis episcopatus Vratislaviensis (Zehntregister des Bistums Breslau) als Sadogor urkundlich erwähnt. Der Name, ursprünglich wahrscheinlich Szadagóra, ist vom altpolnischen Adjektiv szady (grau) und dem Appellativ góra (Berg) abgeleitet. Später wechselte er auch zwischen den Formen Skoryszów und Skoraszów.
Schadegur gehörte von 1818 bis 1920 dem schlesischen Landkreis Namslau an. Mit dem überwiegend polnischsprachigen Reichthaler Ländchen wurde Sadogóra 1921 ohne Volksabstimmung vom Deutschen Reich an das wiedergegründete Polen abgetreten. Seitdem ist Sadogóra mit der Woiwodschaft Posen, bzw. Großpolen verbunden, zunächst im Powiat Kępiński.
Im Jahr 1921 gab es in der Gemeinde Sadogóra im Powiat Kępno 39 Häuser mit 242 Einwohnern, 221 hielten sich für deutscher und 21 für polnischer Nationalität, 210 waren römisch-katholisch, 32 evangelisch. Im Gutsgebiet gab es dagegen 3 Häuser mit 72 Einwohnern, davon 64 Polen, 8 Deutschen, alle Römisch-Katholiken.
Beim Überfall auf Polen 1939 wurde das Gebiet von den Deutschen besetzt und dem Landkreis Kempen im Reichsgau Wartheland zugeordnet.
Von 1975 bis 1998 gehörte Sadogóra zur Woiwodschaft Kalisz.